# Архітектура Донецька

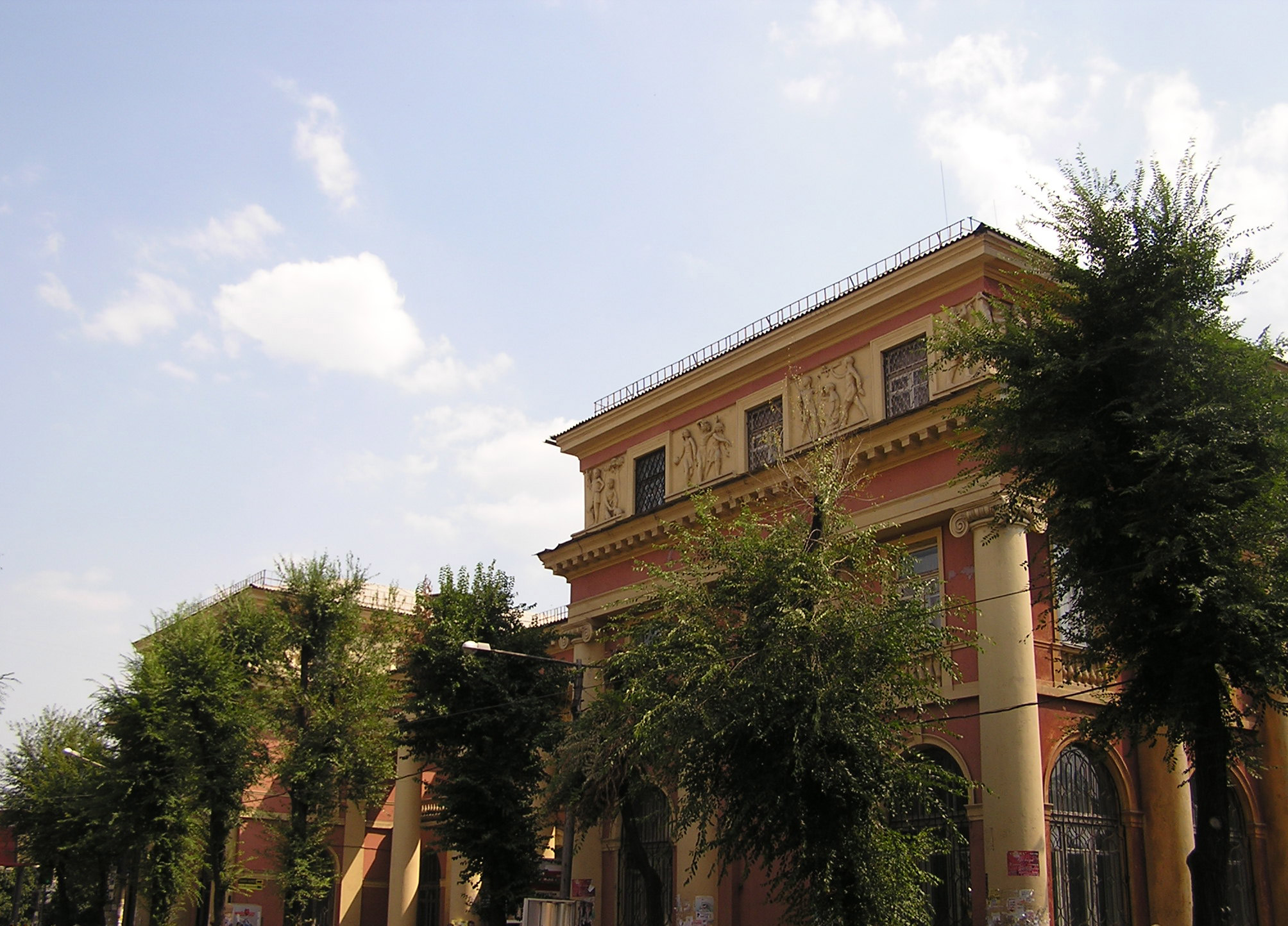
Палац піонерів

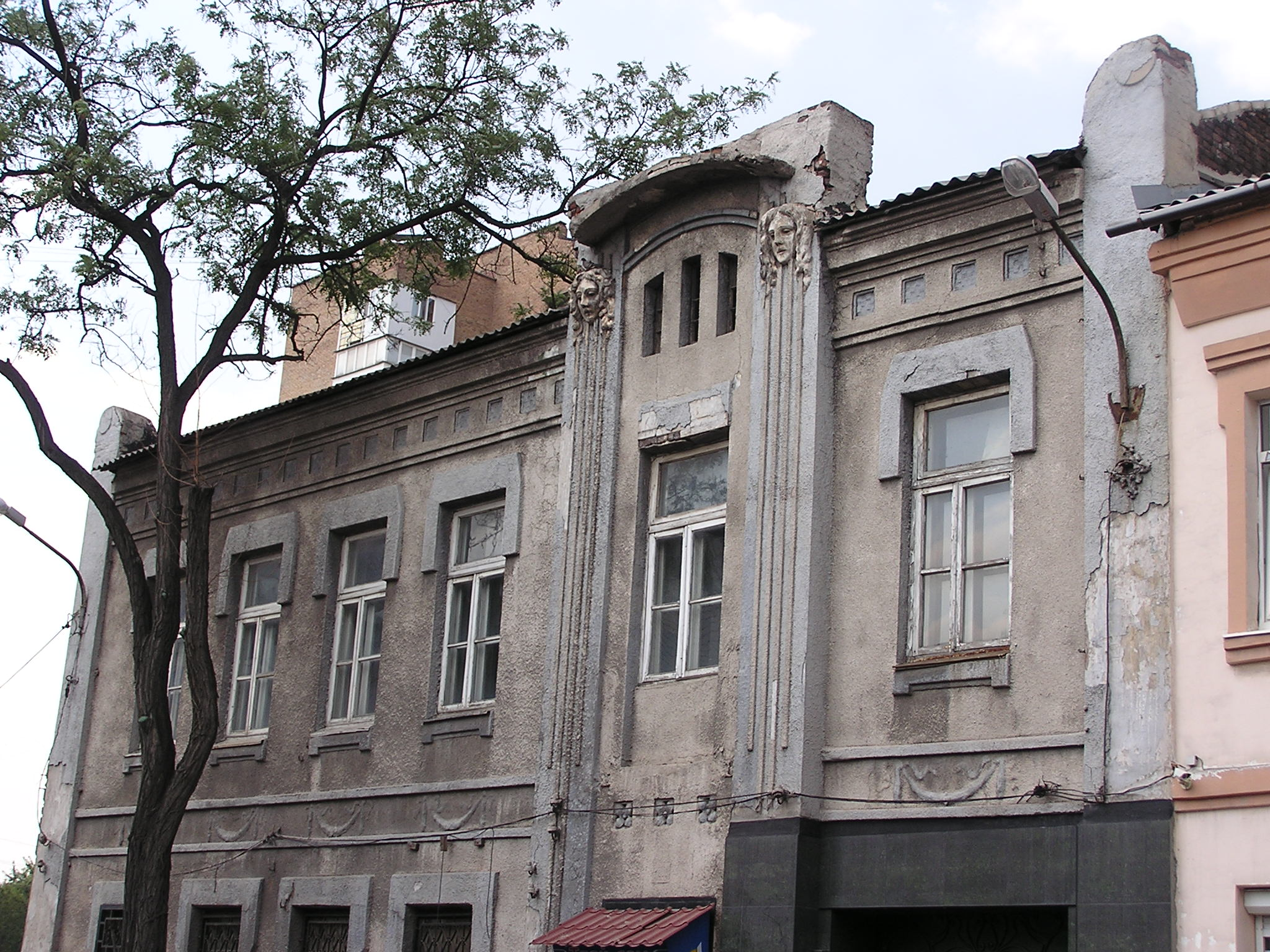

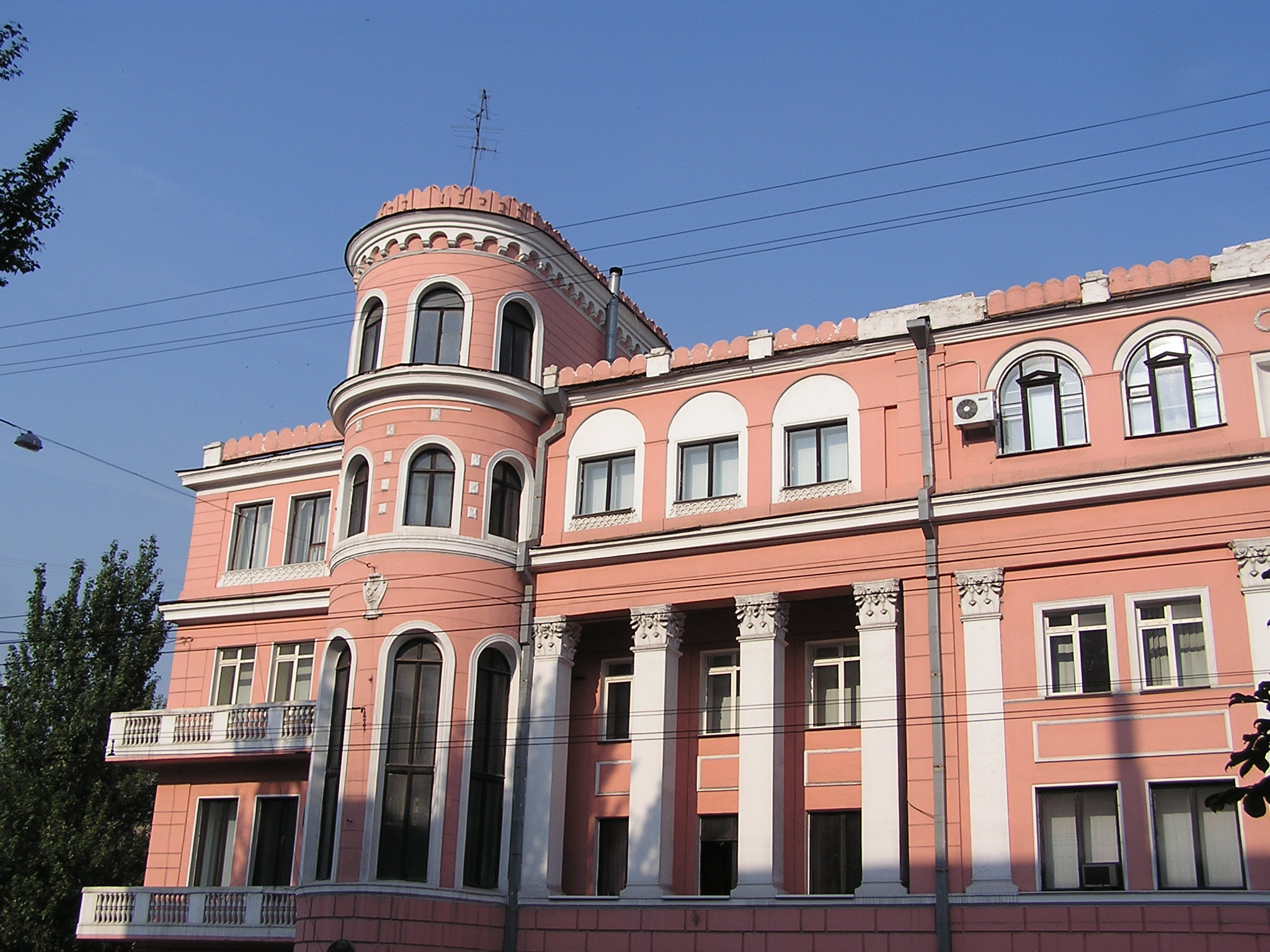
Артема, 60

## Архітектура XIX століття
Юзівка ділилася на південну та північну частини. У південній частині розміщувалися заводи, депо, телеграф, лікарня та школа. Недалеко від заводів розташовувалася «Англійська колонія» в якій мешкали керівники та інженери. Після будівництва резиденції Джона Юза і комплексу будинків для іноземних фахівців її споруди формувалися в англійському стилі. У них використовувалися прямокутні триступінчаті фронтони на чотирисхилих дахах зеленого кольору, великі вікна з білим обрамленням, які займали значну частину цегляної стіни будинку, засклені веранди. У цій частині Юзівки вулиці були бруковані і з тротуарами. Великий вплив на формування архітектурного стилю зробив офіційний архітектор Новоросійського товариства Молдінгауер. Будинки цієї частини міста — будинок Джона Юза (1891, зберігся не повністю), будинок Больфура (1889), Будинок братів Рутченків, Школа для дітей англійської адміністрації Юзівського металургійного заводу (1877—1879).
У північній частині Юзівки («Новому Світі») жили торговці, ремісники та чиновники. Тут знаходився базар з трактирами, поліцейським управлінням та Спасо-Преображенським собором. Центральна вулиця «Нового Світу» та прилеглі до неї вулиці забудовувалися 1-2-поверховими житловими будинками, магазинами, ресторанами, готелями, конторами та банками. Одне зі збережених будівель цієї частини міста — будівля готелю «Велика Британія» (1883).
Робочі жили поблизу заводів і шахт в казармах та балаганах, побудованих адміністраціями заводів, а також в невеликих землянках («каютах») та саманних «мазанках», побудованих самостійно.

## Архітектура XX століття
Перший проект генерального плану Донецька розроблений 1932 року в Одеській філії Діпроміста під керівництвом архітектора П. Головченка. 1937 року проект був частково перероблений. Ці проекти були першими в історії Донецька містобудівними документами, регулюючими будівництво.
Під час Німецько-радянської війни будівлі міста сильно постраждали. Було зруйновано більше 3700 житлових будинків а також інші будівлі. У центрі міста уціліли будівлі оперного театру та кінотеатру імені Шевченка. комунальні споруди стали непридатні для подальшого використання. 1945 року інститутом «Діпромісто» була складена схема розвитку центральних районів Донецька. У розробці брали участь Н. І. Порхунов, А. Д. Кузнецов, Б. В. Дабановскій, Г. І. Навроцький, Л. С. Барабаш, Г. А. Благодатний та інші. Старі будівлі були демонтовані. З центру міста прибрали цегельний завод, товарну станцію, будівельні бази, склади, залізничну гілку, трамвайний парк.
Багато будівель в другій половині XX століття побудовано за проектами архітектора Вігдергауза Павла Ісааковича, якому 1978 року в складі творчого колективу присуджена Державна премія СРСР за ландшафтну архітектуру міста Донецька.

Мурал у центрі Донецька. 2014 р.

## Архітектура XXI століття
2007 року при будівництві торгово-розважального центру був зруйнований купецький особняк кінця XIX — початку XX століття, пам'ятник історії та архітектури.
2010 року девелоперською компанією «Дирекція адміністративних будівель» був введений в експлуатацію Клубний Дім Гауді.

## Список будинків
- 1879 — школа для дітей англійської адміністрації Юзівського металургійного заводу.
- 1883 — готель «Британія».
- 1889 — будинок Больфура.
- 1891 — будинок Джона Юза.
- 1903 — будівля братської школи.
- 1903 — будинок Кроля.
- 1905 — будинок Горелика.
- 1909 — будівля комерційного училища.
- 1915 — Палац культури сел. Чулківка (зруйнований у 2007 році).
- 1927 — Палац культури імені Франка.
- 1928 — Артема, 60.
- 1929 — Політехнічний інститут.
- 1930-ті — будівля Юзівського відділення Петербурзького міжнародного комерційного банку (будівля палацу піонерів).
- 1932 — Державний музично-педагогічний інститут.
- 1936 — Обласна бібліотека імені Крупської.
- 1941 — Державний театр опери та балету.
- 1953 — Палац спорту «Шахтар».
- 1956 — Готель «Україна» — заслужений архітектор УРСР Страшнов А. П.
- 1957 — Критий ринок.
- 1962 — Донецький планетарій.
- 2000 — Різдвяний храм — архітектор Павло Вігдергауз
- 2002 — Олександро-Невський храм — архітектор Ганна Яблонська
- 2003 — Храм Святителя Ігнатія Маріупольського.
- 2006 — Свято-Преображенський кафедральний собор.
- 2008 — Цифровий планетарій.
- будинок братів Рутченків.
- Греко-католицький собор.
- Мечеть Ахать-Джамі.
- Покровський собор.
- Свято-Воскресенський храм — побудований за проектом Віктора Романчикова та Сергія Ільїна
- Свято-Миколаївський кафедральний собор.
- Храм Іоана-воїна.
- Храм Почаївської Ікони Божої Матері.
- Каплиця Святої Варвари.